# 埃布罗河畔卡瓦尼亚斯
埃布罗河畔卡瓦尼亚斯，是西班牙阿拉贡自治区萨拉戈萨省的一个市镇。 总面积9平方公里，总人口544人（2001年），人口密度60人/平方公里。